# Pinar del Río
Pinar del Río es un municipio cubano, capital de la provincia homónima. En esta zona se encuentra la mayor producción de tabaco y de mejor calidad en toda Cuba, lo que la hace el centro de la industria del cigarro, con el 80% de la producción total.

## Caracterización
Pinar del Río es la capital del municipio y de la provincia con igual nombre. Situada en la llanura sur de la provincia de Pinar del Río, a orillas del río Guamá. Su nombre se atribuye a la existencia de un pinar junto a las márgenes del río Guamá, en el sitio donde se asentó. Antiguamente se le conoció como Nueva Filipinas. El municipio de Pinar del Río se ubica aproximadamente en la porción centro-sur de la provincia, ocupando una superficie de 70 780 ha, es decir, el noveno lugar en extensión territorial con respecto a los restantes municipios de la provincia.

## Poblamiento
El municipio cuenta con 81 asentamientos, 4 urbanos y 77 rurales, distribuidos en 18 Consejos Populares:
| Consejo Popular    | Población (2011) | Área (km²) |
| ------------------ | ---------------- | ---------- |
| Hermanos Cruz      | 25 199           | 7.70       |
| Celso Maragoto     | 22 349           | 14.50      |
| Carlos Manuel      | 13 654           | 5.40       |
| Capitán San Luis   | 13 587           | 3.00       |
| Cuba Libre         | 12 363           | 2.00       |
| Hermanos Barcón    | 11 250           | 2.20       |
| Ceferino Fernández | 13 507           | 5.15       |
| Diez de Octubre    | 15 581           | 14.70      |
| La Coloma          | 8 183            | 45.00      |
| Briones Montoto    | 6 696            | 207.00     |
| Las Ovas           | 5 952            | 76.20      |
| Jagüey Cuyují      | 11 512           | 52.00      |
| La Guabina         | 1 690            | 47.90      |
| La Conchita        | 8 060            | 49.50      |
| Las Taironas       | 7 113            | 81.16      |
| Aguas Claras       | 3 066            | 32.20      |
| San Vicente        | 3 368            | 14.26      |
| El Vizcaíno        | 8 447            | 47.92      |
| Total              | 191 577          | 707.79     |

| Año 2012 | Mujeres | Hombres | Total   |
| -------- | ------- | ------- | ------- |
| Urbano   | 79 960  | 75 869  | 155 829 |
| Rural    | 18 164  | 19 424  | 37 588  |
| Total    | 98 124  | 95 293  | 193 417 |

### Zonas de residencia (%)

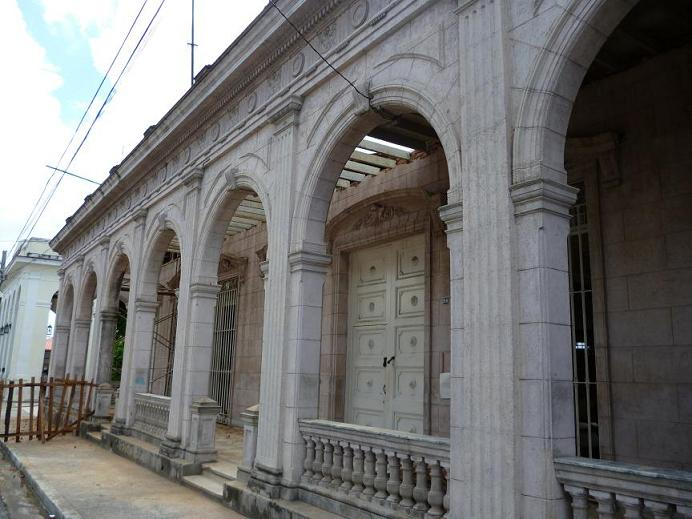
Fachada del Museo Provincial de Historia que se encuentra enfrascado en una reparación capital.

### Sexo (%)[2]
| Mujeres | Hombres |
| ------- | ------- |
| 51%     | 49%     |

### Zonas de residencia (%)[2]
| Rural | Urbano |
| ----- | ------ |
| 19%   | 81%    |

## Lugares de interés
- Casa de la cultura Pedro Junco

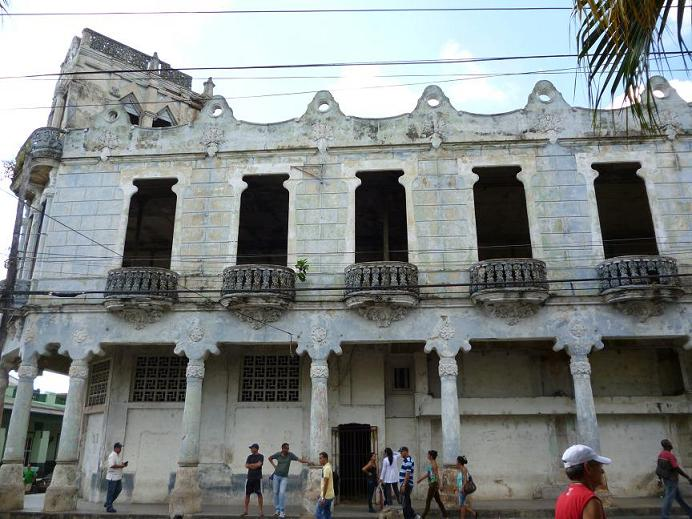
Emblemático Hotel Comercio enclavado en el centro del casco urbano, hoy en ruinas por falta de gestión de los Órganos de Administración Pública de la provincia.

- Centro de promoción y desarrollo de la literatura Hermanos Loynaz
- Estadio de baseball Capitán San Luis
- Fábrica de Tabacos Francisco Donatién
- Jardín botánico de Pinar del Río
- Museo provincial de historia de Pinar del Río
- Palacio Guasch
- Museo de ciencias naturales Tranquilino Sandalio de Noda
- Teatro José Jacinto Milanés
- Palacio de los Matrimonios
- Mural de la Prehistoria
- Los Acuáticos
- Parque La Güira
- Museo de Arte Pinar del Río (MAPRI)
- Centro de Buceo en Cayo Jutías. Minas de Matahambre.
- Pesca recreativa de Black Bass. Complejo Cuyaguateje, Guane y Sandino.
- Cayo San Felipe. La Coloma, Pinar del Río.
- Sendero de observación de Aves. Finca San Vicente, Viñales[4]

## Salud
Pinar del Río, como capital de la provincia cubana de igual nombre, está integrada al Sistema Nacional de Salud, 
En la misma existen varias instituciones de salud, muchas de ellas con carácter provincial.
- - Hospital - Alberto Medina
  - Hospital 27 de Noviembre
  - Hospital ¨José Elías Borges¨ - Ministerio de Salud Pública  Pasaje 208
  - Hospital Clínico Quirúrgico "Leon Cuervo Rubio" - Carretera Central 20200
  - HOSPITAL MANTUA
  - Hospital Militar
  - Hospital municipal- Comandante José Antonio Cruz
  - Hospital Municipal Augusto César Sandino
  - Hospital Oncológico "Tercer Congreso"
  - Hospital Provincial Clínico Quirúrgico Abel Santamaría
  - Hospital Provincial León Cuervo
  - Hospital Provincial Materno Justo Legon Padilla
  - Hospital Provincial Pediátrico Pepe Portilla
  - Maternidad Municipal- Comandante José Antonio Cruz
  - Policlínica Elena Fernández Castro
  - Policlínico- Calle Ameijeira
  - Policlínico- Vía de emergencias
  - Policlínico "5 de Septiembre"
  - Policlínico "Juan Bruno Zayas"
  - Policlínico Hermanos Cruz - MINSAP
  - Policlínico Isabel Rubio
  - Policlínico Pedro Borrás - MINSAP
  - Policlínico Turcios Lima - MINSAP
  - Policlínico Universitario Fermín Valdés Domínguez
  - Policlinico - Carretera a Herradura
  - Policlinico Erique Camalleris Mena
  - Policlinico Manuel 'Piti' Fajardo - Estado  Ignacio Rodríguez Guane
  - Sala de Parto Maternidad[5]

En la ciudad está enclavada la Universidad de Ciencias Médicas de Pinar del Río, unidad rectora de la formación del personal de salud. En ella se cursan las carreras de Medicina, Estomatología, Licenciatura en Enfermería, Licenciatura en Psicología y Licenciatura en Tecnología de la Salud con diversos perfiles de salida.

### Estructuras de salud con las que cuenta la ciudad
- Hospitales 7
- Policlínicos 4
- Clínicas estomatológicas 2
- Hogares maternos 2
- Hogares de ancianos 1
- Casas de abuelos 1

## Educación

### Estructuras de educación con las que cuenta la ciudad
En la ciudad se encuentran múltiples escuelas de nivel primario, secundario y preuniversitario. Además cuenta con varias escuelas especiales, politécnicos, tecnológicos, escuelas de deportes, de arte y de adultos.Igualmente cuenta con tres universidades.

### Universidad Hermanos Saíz Montes de Oca
En la ciudad se encuentra la Universidad Hermanos Saíz Montes de Oca, esta Universidad se fundó el 20 de agosto de 1972, graduando desde entonces a más de 11.338 estudiantes de pregrado y a unos 6.000 de posgrado, condición esta que la sitúa dentro de los centros universitarios más grandes de todo el país.
La Universidad cuenta con 5 facultades:

Ciencias Económicas e Ingeniería Industrial, Ciencias Sociales y Humanísticas, Ciencias Técnicas, Forestal y Agronomía, y Agronomía de Montaña.

### Instituto Superior Pedagógico Rafael María de Mendive

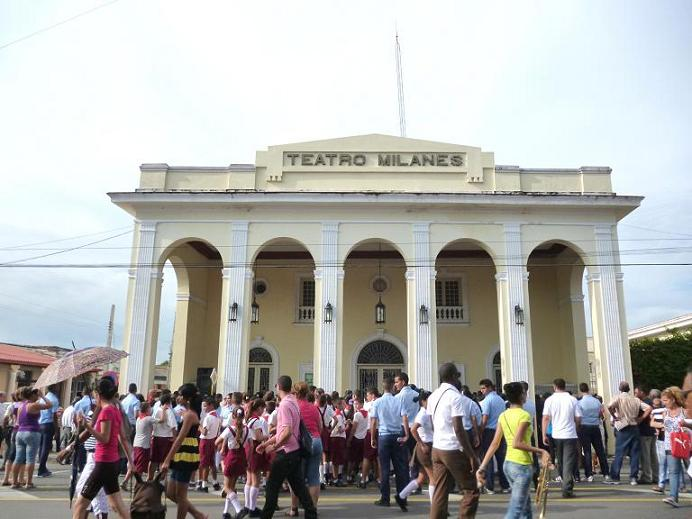
Fachada del Teatro Milanés.